# Rue Saint-Jacques (Montréal)
Pour les articles homonymes, voir Rue Saint-Jacques.

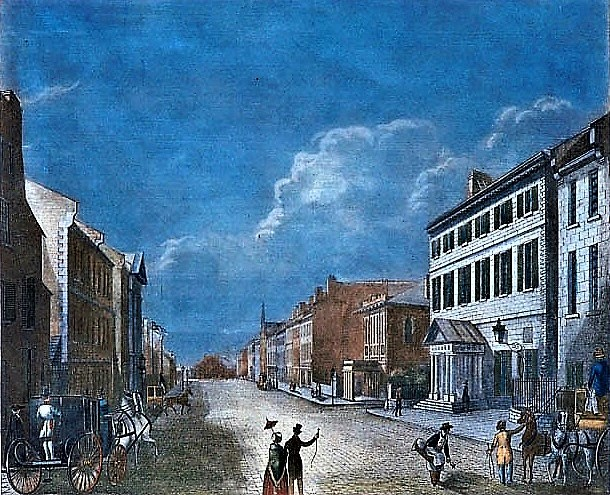
Grande rue Saint-Jacques, Montréal, John Murray, 1843-1844.

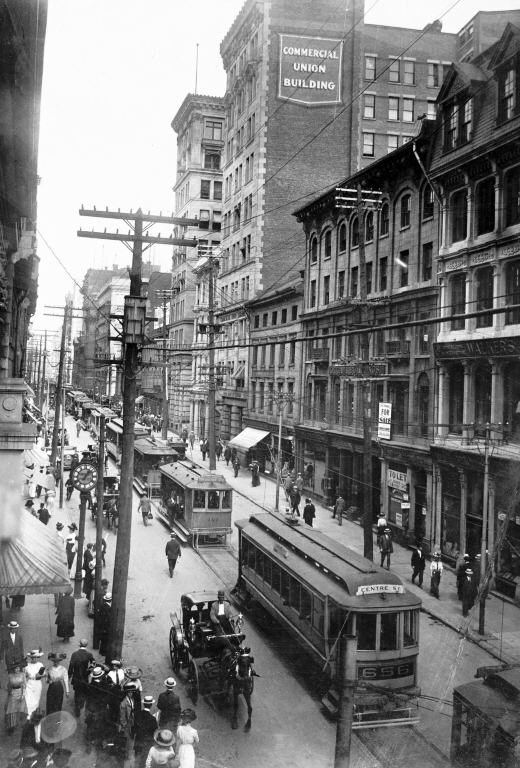
Rue St-Jacques en 1910.

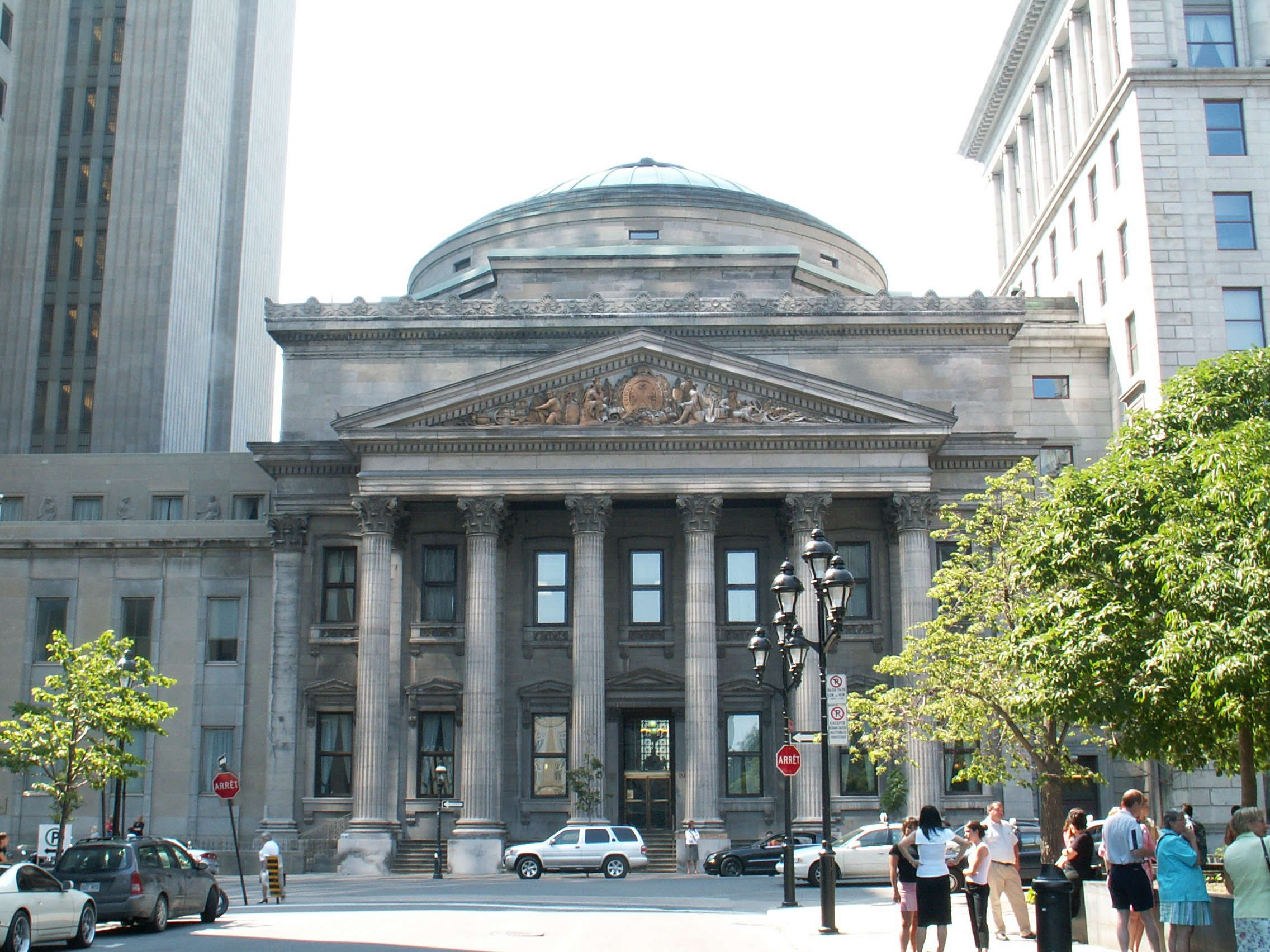
Siège social de la banque de Montréal.

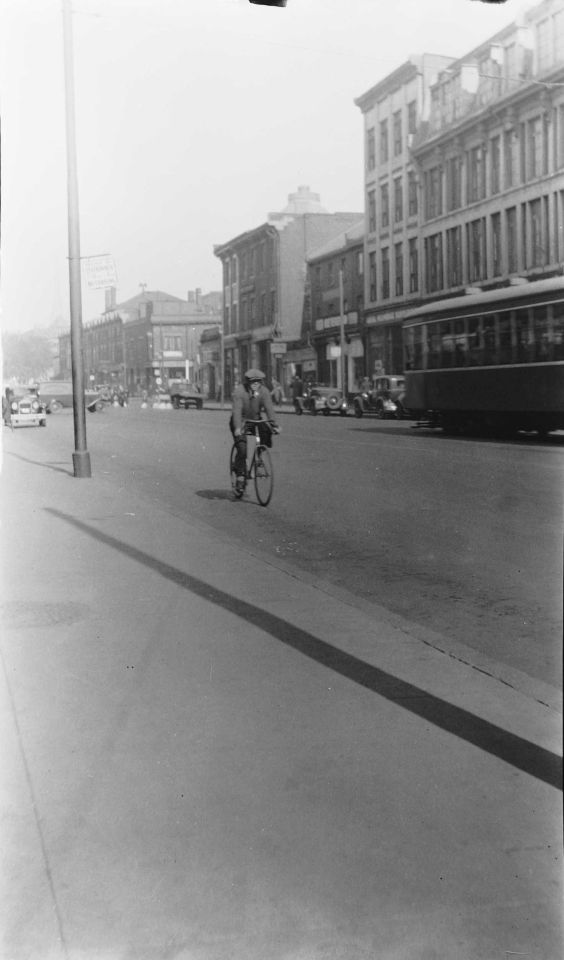
Rue Saint-Jacques en 1935.

La rue Saint-Jacques est une artère principale de la ville de Montréal.

## Situation et accès
D'axe est-ouest, cette rue qui prend son origine dans le Vieux-Montréal, traverse les arrondissements de Ville-Marie (le Vieux Montréal), du Sud-Ouest, de Côte-des-Neiges–Notre-Dame-de-Grâce ainsi que de Lachine (secteur de ville Saint-Pierre). Elle porte cependant le nom « Chemin Avon » dans la ville de Montréal-Ouest. Dans le Vieux Montréal, la rue a été le premier district financier du Canada au XIXe siècle et est reconnue pour ses nombreux édifices d'architecture néo-classique.

## Origine du nom
Le nom Saint-Jacques est souvent associé à Jean-Jacques Olier de Verneuil, membre fondateur de la Société Notre-Dame, elle-même à l'origine de la fondation de Montréal.

## Historique

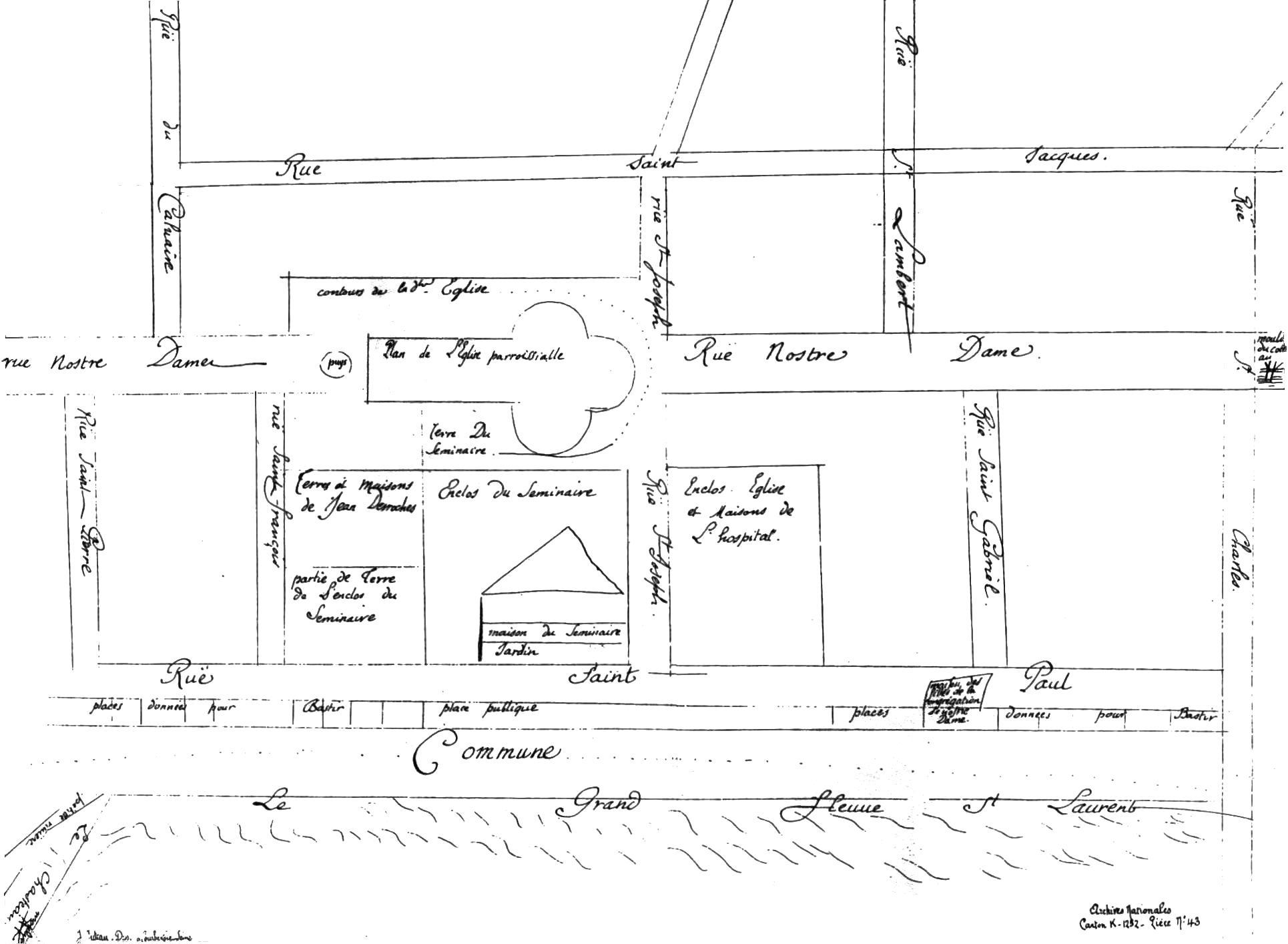
Montréal cartographie par François Dollier de Casson, 1672.

En juillet 1672, François Dollier de Casson, supérieur du Séminaire de Saint-Sulpice, alors les seigneurs de l'île de Montréal, redessine la trame urbaine de Ville-Marie. Il définit les nouvelles rues et leur donne des noms.
À l'origine, la rue partait de la rue Saint-Gabriel pour s'arrêter avant la rue Saint-Pierre. Dollier de Casson établit la largeur de la rue à 18 pieds français (5,85 mètres). Pendant la deuxième moitié du XIXe siècle, la rue Saint-Jacques perd définitivement son caractère résidentiel et devient le cœur du premier centre des affaires de Montréal, véritable Wall Street du Canada. La présence des sièges sociaux des grandes institutions financières en font le cœur de la haute finance. Avec le temps, les grands quotidiens montréalais s'y installent aussi (The Montreal Star, La Presse, La Patrie).
Avec la pression du développement, les activités financières, d'abord installées depuis 1817 autour de la Place d'Armes, migrent graduellement sur toute la longueur de la rue Saint-Jacques à partir des années 1870. La rue est bientôt saturée et le développement des bureaux déborde vers le sud, entre les rues Saint-François-Xavier et Saint-Pierre, pendant que les résidences aisées et les commerces colonisent les abords du square Victoria puis la terrasse Dorchester au nord-ouest. Les bureaux empruntent cette voie naturelle et l'axe McGill - Beaver Hall commence à peine à recevoir des bureaux au tournant du siècle que déjà la rue Sainte-Catherine lui fait concurrence.
Ce qu'on appelait, à une certaine époque, la petite rue Saint-Jacques, la section à l'est de la place d'Armes, a connu un développement plus faible, et l'îlot qu'elle traversait à l'est du boulevard Saint-Laurent est complètement démoli à la fin des années 1960 pour la construction du nouveau Palais de justice.
Le déménagement du centre des affaires montréalais est consacré au tournant des années 1960 par la construction de Place Ville-Marie. Les décennies suivantes voient le nouveau centre-ville attirer la plupart des bureaux d'affaires de la rue Saint-Jacques, sauf les entreprises financières qui résistent plus longtemps. La construction de l'autoroute Ville-Marie au début des années 1970 coupe le Vieux Montréal du nouveau centre-ville et entraîne sa désaffectation et la dégradation des immeubles.
Ce phénomène est accentué par la perte de pouvoir d'attraction de Montréal pour les sièges sociaux. Lors de la prise de pouvoir du Parti québécois en 1976, le mouvement de déplacements de sièges sociaux vers Toronto, commencé dans les années 1960, s'accélère. Plusieurs institutions financières quittent Montréal et déménagèrent dans le quartier financier de Toronto, principalement sur la rue Bay (Bay Street), un phénomène dont la compagnie d'assurances Sun Life est le précurseur. Certaines entreprises canadiennes-anglaises conservent des bureaux ou centres administratifs à Montréal, mais dans bien des cas, leurs activités principales se déroulent dans leurs bureaux de Toronto.
Au milieu des années 1980, un programme conjoint de la Ville de Montréal et du ministère de la Culture du Québec instauré en 1979 commence à porter ses fruits. La rue, ainsi que ses environs trouvent graduellement une nouvelle vocation dans des activités liées aux communications, au design et à la culture. À partir de 2000, plusieurs immeubles anciennement consacrés aux activités financières sont convertis en hôtels et en appartements, ramenant un peu plus de vie à la rue en dehors des heures d'affaires.

## Bâtiments remarquables et lieux de mémoire

### Situation actuelle
Aujourd'hui trois aspects ont permis de garder une présence économique active sur la rue Saint-Jacques à partir des années 1980 : le monde du droit (lié à la présence du Palais de justice), l'administration publique de la Ville de Montréal (autour de l'hôtel de Ville de Montréal) ainsi que le milieu touristique. En effet, on y retrouve aujourd'hui des hôtels de luxe, des bars, des restaurants, des boutiques de toutes sortes, en plus des studios de la station de télévision CFJP-DT (V).

### Institutions de la rue Saint-Jacques ouest
Certaines compagnies - passées et présentes - dont on retrouve les bureaux ou succursales sur la rue Saint-Jacques ouest :
- 100 : Édifice New York Life (1889)
- 105-107 : Royal Trust
- 119 : Édifice de la Banque de Montréal (1847)
- 201-214 : Canadian Pacific Express - Le Chemin de fer Canadien Pacifique
- 210-212 : Yorkshire Insurance Co.
- 221 : Ancien siège social de la Banque Royale (1908)
- 225 : Édifice National Trust[2]
- 231-235 : Édifice Montreal Star (en)
- 240 : Guardian Trust Co. - Banque Dominion (en) - Banque Toronto-Dominion (TD)
- 244 : Royal Securities Corporation (en)
- 249-251 : Jones-Heward Financial Services
- 262-266 : Banque d'Épargne de la Cité et du District - Banque Laurentienne
- 265 : Édifice de la Banque-Canadienne-Impériale-de-Commerce (1909)
- 275 : Édifice de la Canada Life
- 278-288 : Banque Molson
- 355 : Merchants' Bank of Canada
- 360 : Édifice de la Banque Royale (1928)
- 388-390 : Sovereign Bank of Canada - Union Bank and Commercial Union Assurance Co.
- 393 : Crown Trust Co.
- 437 : Eastern Townships Bank - Commercial Union Assurance Co. - Banque Scotia
- 500 : Édifice de la Banque-Toronto-Dominion[3]
- 700 : Victoria sur le parc
- 800 : 800 Saint-Jacques, en construction[4]
- 900 : 900 Saint-Jacques, en construction[5]
- 1000 : Planétarium Dow au square Chaboillez
- 1035 : le Bureau de la Citoyenneté